# Krzysztof Głowacki (żużlowiec)
Krzysztof Głowacki (ur. 17 stycznia 1959 w Bydgoszczy) – polski żużlowiec.
Licencję żużlową zdobył w 1977 r. w barwach Polonii Bydgoszcz. Klub ten reprezentował do 1983 r., w kolejnych latach startował w Wybrzeżu Gdańsk (1984) oraz Starcie Gniezno (1985).
Dwukrotny finalista młodzieżowych indywidualnych mistrzostw Polski (Leszno 1978 – XV m., Leszno 1980 – XI m.). Finalista młodzieżowych mistrzostw Polski par klubowych (Bydgoszcz 1980 – złoty medal). Finalista młodzieżowych drużynowych mistrzostw Polski (cykl turniejów 1978 – brązowy medal). Czterokrotny finalista "Srebrnego Kasku" (cykl turniejów 1977 – VI m., Zielona Góra 1979 – XV m., Zielona Góra 1980 – XII m., Toruń 1981 – V m.). Trzykrotny finalista "Brązowego Kasku" (Rybnik 1978 – IX m., Częstochowa 1979 – IV m., Opole 1980 – XIV m.).